# Porte de Mérantais
La porte de Mérantais était l'une des 24 portes du mur d'enceinte du Grand parc de chasse de Louis XIV. Elle fut bâtie en 1684 par Jules Hardouin-Mansart sur le même modèle architectural que toutes les autres portes/pavillons de garde du Grand Parc, avec une grande porte cochère accolée à l'habitation du garde. Elle se trouve actuellement sur la commune de Magny-les-Hameaux dans les Yvelines, sur le Golf national de Saint-Quentin-en-Yvelines.
La porte de Mérantais était l'une des principales portes au sud de l'enceinte du Grand Parc. Elle débouchait sur le domaine du Mérantais, rebaptisé « Solitude du Mérantais » au milieu du XVIIe siècle sous l'influence de Guillaume Le Roy, un fervent ami de Port-Royal, dont l'abbaye de Port-Royal des Champs était voisine[réf. souhaitée].
Ses façades et toitures sont inscrites au titre des monuments historiques par arrêté du 13 février 1989. Elle est visible depuis la route départementale 36.